# Oliver Leese
Oliver William Hargreaves Leese (ur. 27 października 1894 w Londynie, zm. 22 stycznia 1978 w Llanrhaeadr w Walii) – brytyjski dowódca wojskowy, generał porucznik British Army, żołnierz obu wojen światowych.

## Wczesne życie i I wojna światowa
Urodził się 27 października 1894 r. w londyńskiej dzielnicy Westminster, jako pierwsze z czworga dzieci Williama Hargreavesa Leese (później 2. baroneta), z zawodu adwokata, i Violety Mary Sandeman. Kształcił się w Wokingham i Eton. W 1909 r. wstąpił do Korpusu Szkolenia Oficerów.
Na początku I wojny światowej wstąpił do armii brytyjskiej i został umieszczony w Specjalnej Rezerwie Oficerów jako podporucznik Pułku Gwardii Coldstream 15 września 1914 r., a później w rezerwie wojsk lądowych 15 maja 1915 r. Pomimo odbycia zaledwie pięciu tygodni szkolenia, Leese został wysłany do Francji w połowie października 1914 r. i przydzielony do 3. batalionu Pułku Gwardii Coldstream, części 4 Brygady Gwardii 2 Dywizji Piechoty, niedaleko Ypres w Belgii. Jednak 20 października, na tydzień przed swoimi 20. urodzinami odniósł pierwszą z trzech wojennych ran, po tym, jak został trafiony odłamkami pocisku w plecy.
Wrócił do Anglii na leczenie, a w 1915 r. wyjechał znowu do Francji, służąc tym razem z 2. batalionem Pułku Gwardii Coldstream, z którym większą część roku przeżył w okopach i otrzymał drugą ranę, tym razem na twarzy, ale pozostał w czynnej służbie. We wrześniu jego batalion, teraz przeniesiony do 1 Brygady nowo utworzonej Dywizji Gwardii, walczył w bitwie pod Loos, a 3 października Leese awansował na porucznika. Następne kilka miesięcy spędził w okopach, bez większych starć.

Został ranny po raz trzeci podczas bitwy nad Sommą we wrześniu 1916 r., w której wspomniano go w wysyłkach i otrzymał Order Wybitnej Służby. Uzasadnienie nadania odznaczenia, opublikowane w listopadzie 1916 r., brzmiało: 

Za widoczną odwagę w akcji. Poprowadził atak na silnie bronioną część linii wroga, która powstrzymywała całe natarcie. Osobiście unieszkodliwił wielu wrogów i umożliwił kontynuowanie ataku. Został ranny podczas walki.

## Dwudziestolecie międzywojenne
Po wojnie pozostał w armii brytyjskiej, awansując na kapitana w 1921 r. i uczęszczając do Staff College w Camberley od 1927 do 1928 r. Wśród jego wielu kolegów z roku było wielu przyszłych generałów, takich jak Robert Bridgeman, Eric Hayes, Angus Collier, Evelyn Barker, Philip Christison, Ronald Penney, Stephen Irwin, Eric Dorman-Smith, Reginald Savory, William Bishop, John Whiteley, George Surtees, Wilfred Lloyd, Stanley Kirby, John Hawkesworth, Charles Norman, Colin Jardine, Edmund Beard, Clement West, Christopher Woolner, Alfred Curtis, Oliver Edgcumbe i Eric Nares. Po powrocie do batalionu po ukończeniu studiów, w listopadzie 1929 r. został mianowany dowódcą sztabu 1 Brygady Piechoty Gwardii, a kilka dni później został formalnie awansowany na majora. W lipcu 1933 r. awansował na brevet podpułkownika.
18 stycznia 1933 r. Leese poślubił wnuczkę Baldwyna Leightona, 8. Baroneta i córkę Cuthberta Leightona, Margaret Alice; nie mieli dzieci. Brat pani Leese był ostatnim z szeregu posiadaczy dóbr w Knutsford, które oddał po swojej śmierci w 1975 r. National Trust.
W latach 1932–1938 Leese odbył szereg podróży służbowych i został awansowany do stopnia podpułkownika w grudniu 1936 r., brevet pułkownika we wrześniu 1938 r. i pułkownika w październiku 1938 r. We wrześniu 1938 r. Został wysłany do Indii jako instruktor do Staff College w Kwecie. Udało mu się odziedziczyć tytuł baroneta po śmierci ojca 17 stycznia 1937 r..

## II wojna światowa

### Francja i Belgia
Powrócił do Wielkiej Brytanii z Indii w marcu 1940 r., sześć miesięcy po wybuchu wojny światowej. Planowano, że będzie dowodził brygadą w Norwegii, ale po inwazji armii niemieckiej na Europę Zachodnią w maju został wysłany do dowództwa gen. Lorda Gorta jako zastępca szefa sztabu Brytyjskich Sił Ekspedycyjnych. Ewakuował się z Dunkierki wraz z Gortem 31 maja.

Po powrocie do Wielkiej Brytanii otrzymał rozkaz utworzenia i wyszkolenia dużej grupy brygadowej, 29 Brygady Piechoty. W grudniu 1940 r. został mianowany pełniącym obowiązki generała dywizji i objął dowództwo nad hrabstwem West Sussex, w tym 29 Brygadą. Miesiąc później został przeniesiony, by zostać dowódcą  szkockiej 15 Dywizji Piechoty, a następnie stacjonować we wschodniej Anglii. Jego ranga została podniesiona do generała dywizji stanu wojny w listopadzie i zatwierdzona na stałe w grudniu. W czerwcu 1941 r. został powołany do nowo utworzonej Dywizji Pancernej Gwardii podczas jej formowania i szkolenia. 

Silna osobowość Leese’a okazała się niezwykle skuteczna w zdobywaniu tego, czego chciało Ministerstwo Wojny, a następnie doprowadził swoich ludzi do stworzenia dobrze zorganizowanej dywizji w stosunkowo krótkim czasie

### Afryka Północna i Sycylia

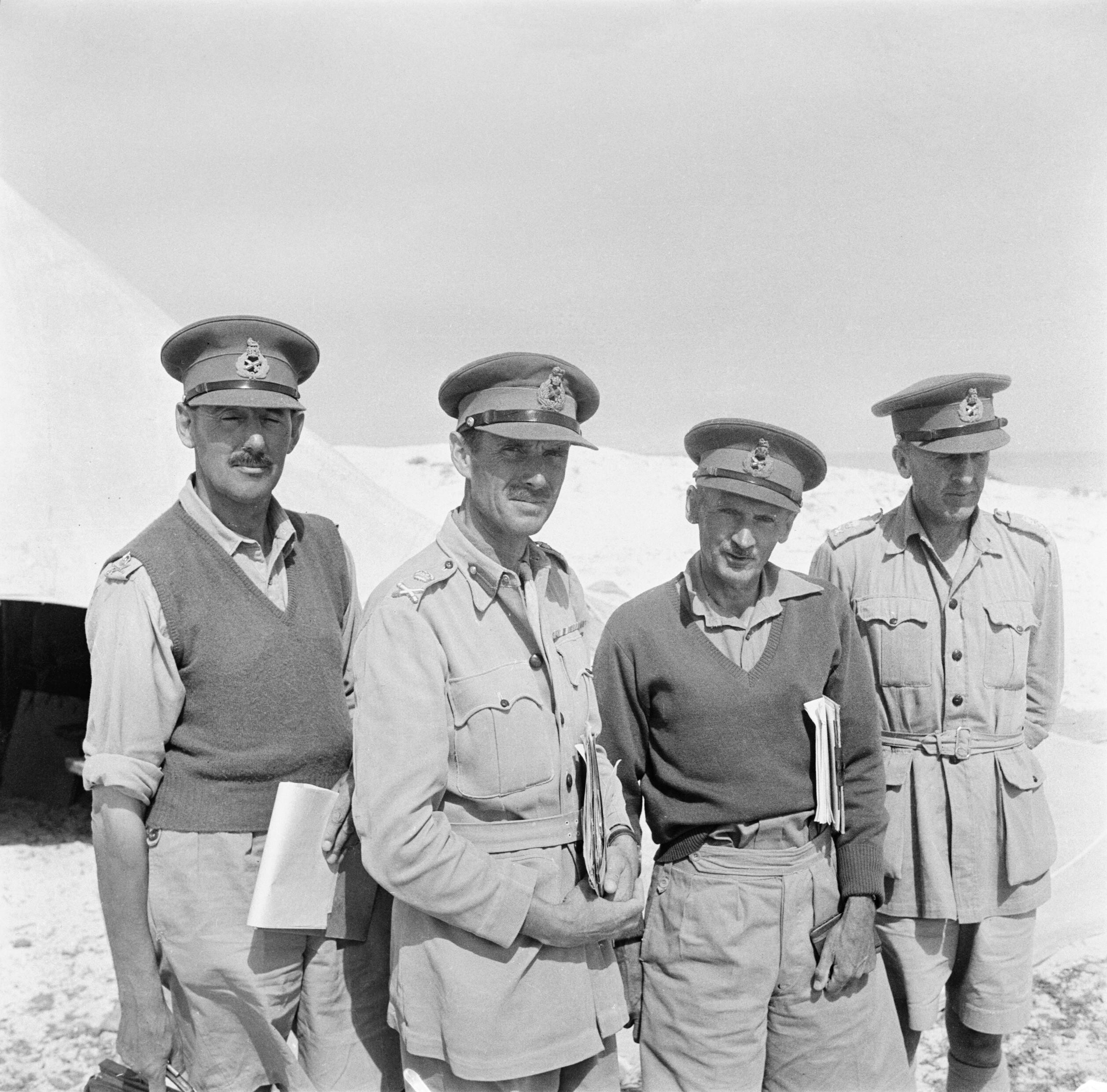
Gen. Bernard Montgomery na zdjęciu w Afryce Północnej pod koniec 1942 r. wraz z trzema dowódcami korpusów. Od lewej do prawej: gen. Oliver Leese, XXX Korpus, gen. Herbert Lumsden, X Korpus, gen. Montgomery, 8 Armia oraz gen. Brian Horrocks, XIII Korpus

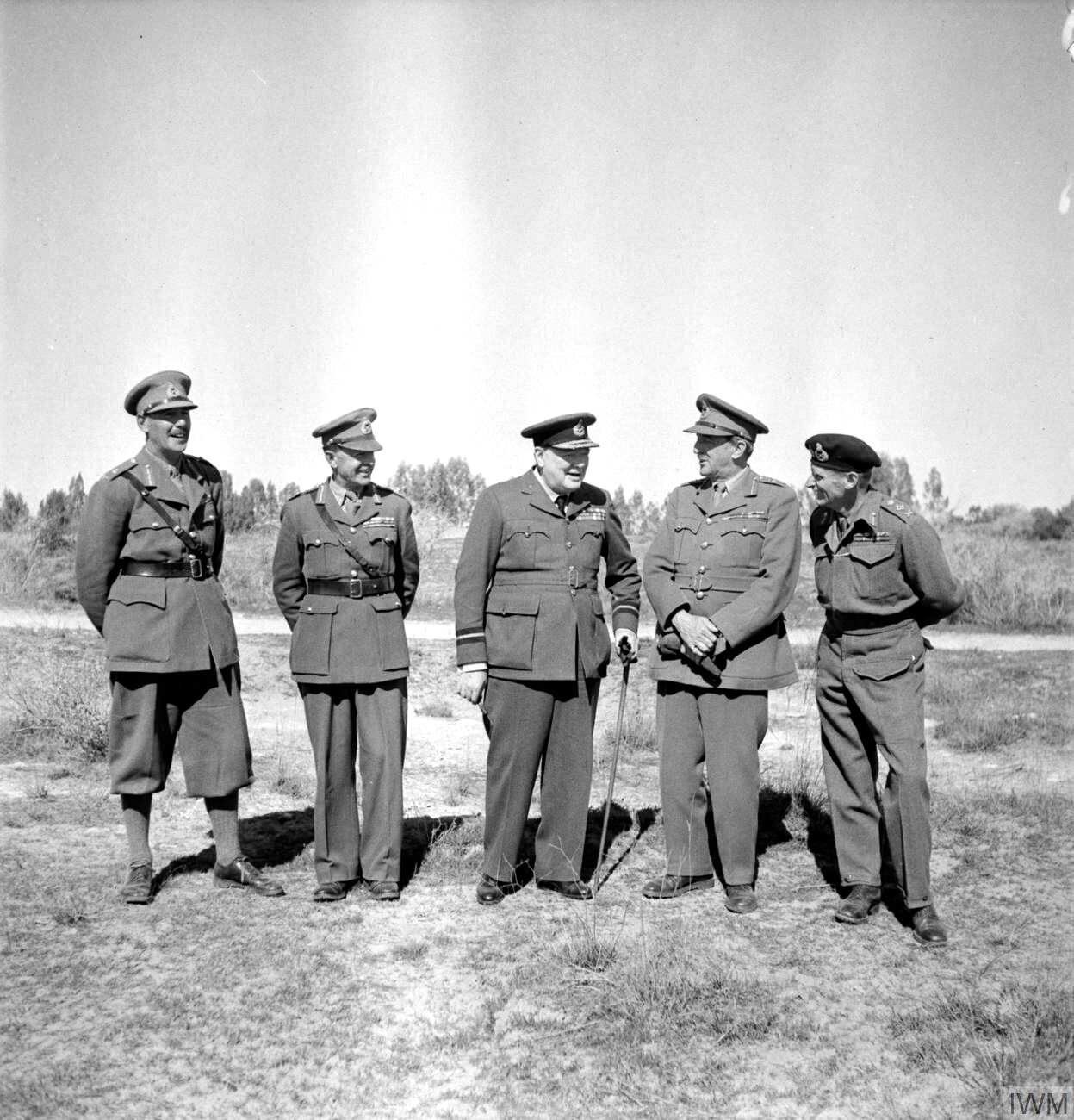
Premier Wielkiej Brytanii Winston Churchill wraz z dowódcami wojskowymi podczas wizyty w Trypolisie, luty 1943 r. W skład grupy wchodzą: gen. Oliver Leese, gen. Harold Alexander, gen. Alan Brooke i gen. Bernard Montgomery

We wrześniu 1942 r. został wysłany na prośbę dowódcy brytyjskiej 8 Armii, gen. Bernarda Montgomery’ego do Afryki Północnej, aby objąć dowództwo, jako czynny generał porucznik, XXX Korpusu 8 Armii. Montgomery wyrobił sobie dobrą opinię o Leese’ie, gdy uczył go w Staff College w Camberley w 1927 i 1928 r., a także był pod wrażeniem jego pracy sztabowej we Francji. Leese dowodził XXX Korpusem do końca kampanii afrykańskiej, która zakończyła się kapitulacją wojsk Osi w maju 1943 r. w Tunezji. Został wymieniony w dypozycjach za swoje zasługi w Afryce Północnej. Następnie XXX Korpus brał udział w alianckiej inwazji na Sycylię w lipcu 1943 r., a po zakończonej w sierpniu kampanii na Sycylii powrócił do Wielkiej Brytanii, aby przygotować się do przyszłej inwazji na północno-zachodnią Europę, zaplanowanej na wiosnę 1944 r.. Leese został awansowany na tymczasowego generała porucznika we wrześniu.

### Włochy
24 grudnia 1943 r. Leese otrzymał telegram nakazujący mu odejść z Włoch i zastąpić Montgomery’ego jako dowódca 8 Armii, ponieważ Montgomery miał wrócić do Wielkiej Brytanii w styczniu 1944 r., aby przygotować się do alianckiej inwazji na Normandię. Leese dowodził 8 Armią podczas czwartej i ostatniej bitwy o Monte Cassino w maju 1944 r., kiedy większość sił 8 Armii została potajemnie przeniesiona z wybrzeża Adriatyku w rejon Cassino, aby zadać wspólny cios z amerykańską 5 Armią pod dowództwem gen. Marka Clarka (z którym Leese nie lubił współpracować) i dla operacji Olive na linii Gotów w 1944 r. Jego stopień generała porucznika został zatwierdzony na stałe w lipcu 1944 r.

### Birma i Daleki Wschód

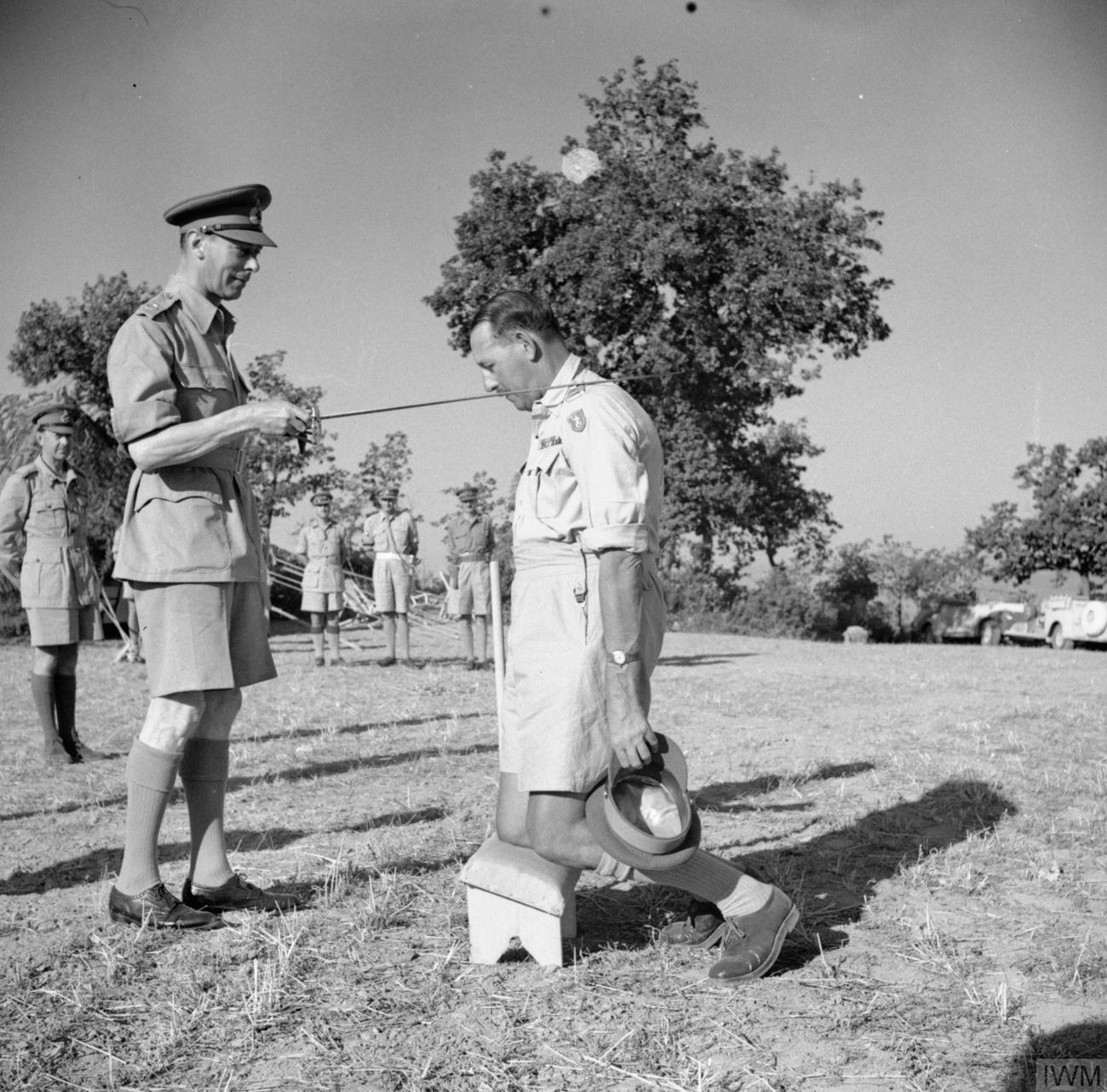
Gen. Leese otrzymuje szlachectwo na polu bitwy od króla Jerzego VI 26 lipca 1944 r.

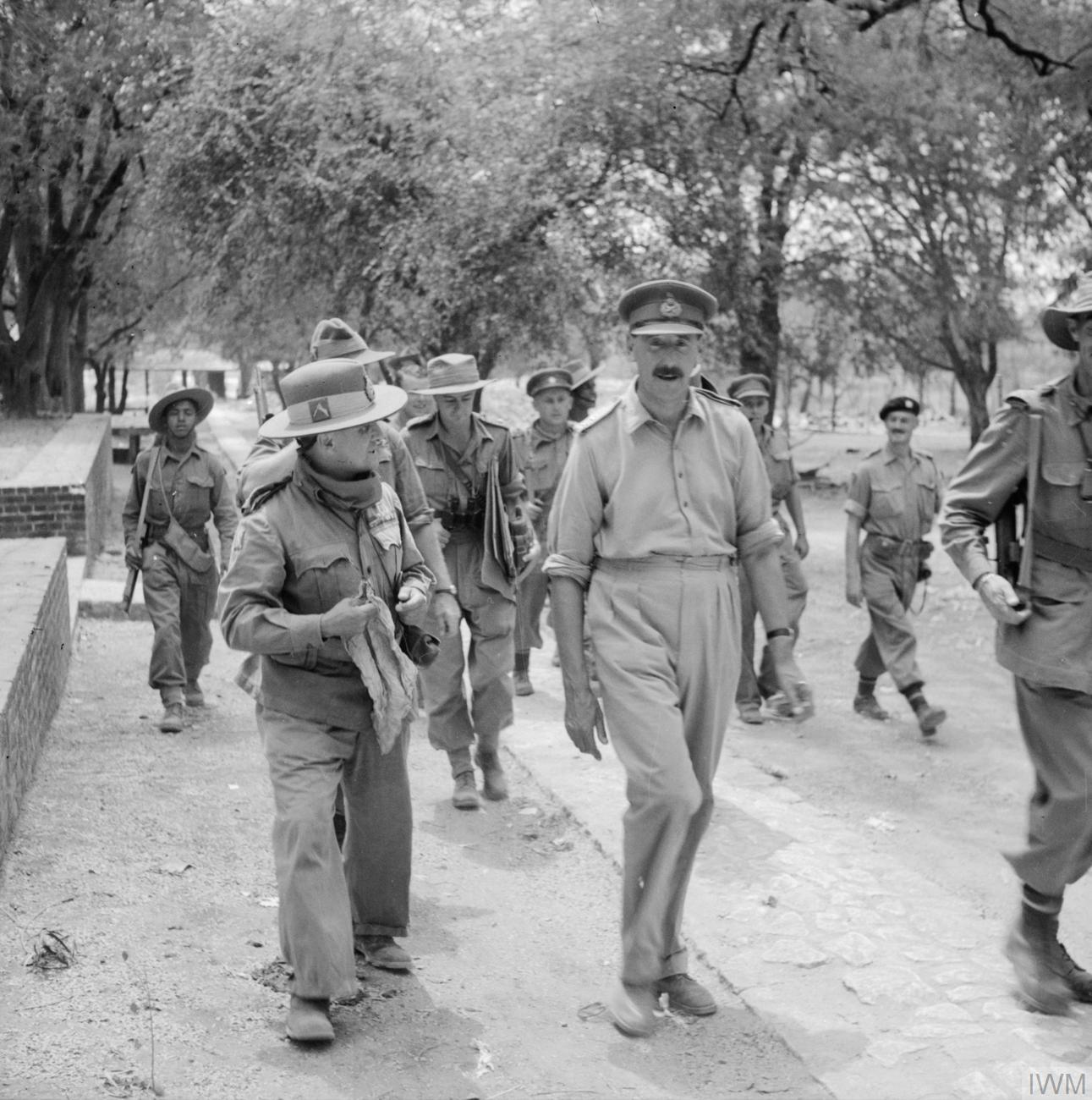
Gen. Thomas Rees, dowódca 19 Dywizji Piechoty Indyjskiej rozmawia z gen. Oliverem Leesem w Mandalay 19 marca 1945 r.

We wrześniu 1944 r. został mianowany następcą George’a Giffarda na stanowisku dowódcy 11 Grupy Armii i objął dowództwo w listopadzie, kiedy ta grupa armii została przemianowana na Alianckie Siły Lądowe na Południowym Wschodzie Azji (ALFSEA). Leese został zastąpiony jako dowódca 8 Armii przez gen. Richarda McCreery’ego. Uznał istniejącą strukturę dowodzenia w Azji Południowo-Wschodniej za nieefektywną i zaczął mianować byłych członków swojego personelu 8 Armii. Metody obu sztabów różniły się, a nowicjusze byli oburzeni. Jak to wyraził gen. William Slim w swoich wspomnieniach: 

Jego sztab, który ze sobą zabrał... miał w butach sporo pustynnego piasku i był raczej skłonny wepchnąć nam 8 Armię do gardeł

Leese dowodził trzema grupami: Dowództwo Północnego Obszaru Walki z jego amerykańskim podwładnym, gen. Danem Sultanem, 14 Armia pod dowództwem gen. Williama Slima w środkowej Birmie i dalej na południe w Arakanie indyjski XV Korpus pod dowództwem gen. Philipa Christisona, jego kolegi z klasy w Staff College. Do końca roku prowadził udaną kampanię, która doprowadziła do zdobycia Rangunu przez desant morski pod kryptonimem operacja Dracula na początku maja 1945 r..
Slim przekształcił 14 Armię w skuteczną siłę militarną i dowodził bardzo udaną kampanią od przełomu pod Imhalem do odzyskania Rangunu i zniszczenia sił japońskich w Birmie. Leese uważał, że Slim był bardzo zmęczony (poprosił o urlop po zdobyciu Rangunu) i oświadczył najwyższemu dowódcy Azji Południowo-Wschodniej, Louisowi Mountbattenowi i szefowi Generalnego sztabu Imperialnego, marsz. Alanowi Brooke’owi, że powinien zostać zastąpiony przez Philipa Christisona, który miał doświadczenie w wojnie z wykorzystaniem amfibii i dlatego byłby odpowiedni do kierowania armią w planowanych desantach morskich na Malajach, pozostawiając Slimowi przejęcie nowej 12 Armii, z mniej wymagającym zadaniem zlikwidowania nieprzyjaciela w Birmie. Leese źle odczytał reakcje Brooke’a i Mountbattena, a następnie spotkał się ze Slimem, aby omówić propozycję i odszedł, wierząc, że Slim się na nie zgodził. W rzeczywistości Slim zareagował, informując swój personel, że został zwolniony i napisał do Leese’a oraz gen. Claude’a Auchinlecka, naczelnego wodza wojsk brytyjskich w Indiach, że odmówi przyjęcia nowego stanowiska i zrezygnuje z armii w proteście. Gdy te wiadomości rozeszły się w 14 Armii, grożono buntem i masowymi rezygnacjami oficerów. Leese był zmuszony przywrócić Slima, gdy Mountbatten odmówił mu wsparcia w tym sporze, mimo że zatwierdził jego pierwotne propozycje. Następnie Mountbatten zwrócił się do Alana Brooke’a (który zawsze wątpił w przydatność Leese’a do tej roli) i zgodzili się, że Leese powinien zostać usunięty. Jego następcą został Slim.

### Powojenne losy
Żaden z bohaterów tego dramatu nie wypada dobrze z perspektywy czasu. Historyk Richard Mead w książce Churchil’s Lions sugeruje, że Leese był naiwny, Slim wiecznie rozdrażniony, a Devbatten podstępny. Kariera Leese’a ucierpiała po tych wydarzeniach nieodwracalnie. Wrócił do Wielkiej Brytanii, aby objąć Dowództwo Wschodnie, co było znaczącą degradacją dla kogoś, kto był jednym z trzech dowódców grup armii w armii brytyjskiej. Uważa się, że jego awans na pełnego generała został zablokowany przez Mountbattena, przez co Leese odszedł z wojska w styczniu 1947 r. Na emeryturze został znanym ogrodnikiem, pisząc książki o kaktusach i prowadząc dobrze znany ogród w swoim domu, Lower Hall w Worfield w hrabstwie Shropshire. Chociaż był zapalonym krykiecistą, odniósł jedynie skromny sukces jako pałkarz w Eton XI w 1914 roku, ale w 1965 roku został honorowym prezesem Klubu Krykieta Marylebone Służył jako High Sheriff of Shropshire w 1958 r. Był gościem teleturnieju What's My Line? 10 kwietnia 1960 r. Po amputacji prawej nogi w 1973 r. przeprowadził się do Walii do domu o nazwie Dolwen w Llanrhaeadr-ym-Mochnant, niedaleko Oswestry. Zmarł tam w wyniku powikłań po zawale serca 22 stycznia 1978 r. w wieku 83 lat i został pochowany przy kościele parafialnym w Worfield.